# Ho pianto per te!
Ho pianto per te! è un film del 1954 diretto da Gino Rippo.

## Trama
Emma viene allevata in orfanotrofio ed in quel periodo conosce e diventa amica di Lucia. Amiche anche dopo l'uscita dall'orfanotrofio, il tempo passa e tutte e due si sposano avendo entrambe un figlio, rimanendo vedove nello stesso periodo. Emma che si deve trasferire per lavoro, affida sua figlia a Lucia. Un giorno Lucia, le scrive per comunicargli che sua figlia è morta ed Emma addolorata dalla notizia, si ammala finché un giorno mentre è in fin di vita, Lucia gli confessa che sua figlia è viva ma che era morta sua figlia, ma ormai è troppo tardi ed Emma muore.

## Produzione
Pellicola ascrivibile al filone dei melodrammi strappalacrime, allora molto in voga tra il pubblico italiano seppur malvisto dalla critica cinematografica dell'epoca, che solo a partire dagli anni settanta rivaluterà queste opere, coniando il termine neorealismo d'appendice.

## Distribuzione
Il film venne distribuito nel circuito cinematografico italiano il 2 ottobre del 1954.